# 전시공산주의
전시공산주의(戰時共産主義, 러시아어: Военный коммунизм)는 소비에트 연방이 대소 간섭 전쟁과 내전에 대항하기 위해 정치·경제·문화에 걸쳐 1918년부터 1921년까지 실시된 비상 정책이다.
소비에트 연방은 적군에게 필요한 무기와 식량 공급을 시행하기 위해 전 기업의 당 소유화, 곡물의 당 독점과 식량 징발, 외국 무역 독점을 실시하였다. 그러나 1920년에 들어서면서 전란이 가라앉는 상태에 이르자 비상 정책에 의한 식량 징발에 대한 농민의 불만이 높아지면서 생산성은 저하되었고 많은 농민 반란과 페트로그라드 공장 노동자 반란이 일어났다.
1921년 3월 21일에 열린 제10회 소비에트 공산당 대회에서 식량 징발은 식량세로 바뀌었으며 전시공산주의는 신경제정책으로 옮겨지게 되었다.

## 같이 보기
- 비볼셰비키 좌파 봉기